# Éditions du Centurion
Pour les articles homonymes, voir Centurion (homonymie).
Les Éditions du Centurion sont une marque d'édition française, fondée à Paris, 3, rue Bayard, en 1945 par les pères assomptionnistes et appartenant à la société La Maison de la Bonne Presse devenue Bayard Presse en 1969.
La marque "Centurion" et la marque "Éditions du Centurion" ont été déposées auprès de l'INPI.

## Historique
Elle devient ensuite un département autonome de Bayard Presse. 
Les Éditions du Centurion éditent le quotidien La Croix, l'hebdomadaire Pèlerin, les mensuels Notre temps, Panorama, Pomme d'Api…
Dans les années 1990, le catalogue est peu à peu absorbé sous la marque Bayard.
Fin 2013, la marque Le Centurion est reprise pour développer un nouveau catalogue d'ouvrages pour la jeunesse et le public adulte.

## Rédacteurs en chef
- 1964 : Charles Ehlinger
- Hervé Lauriot-Prévost
- 1982 : Yves Robert
- 2015 : Hervé Beligné